# Christian Kipfer
Christian Kipfer (19 dicembre 1921 – 2009) è stato un ginnasta svizzero.

## Palmarès

### Olimpiadi
- Argento a Londra 1948 nel concorso a squadre.
- Bronzo a Londra 1948 nelle parallele simmetriche.